# Latrunculine

Structuurformule van latrunculine A

De latrunculines zijn een familie van macrocyclische natuurlijke stoffen en toxinen, geproduceerd door bepaalde sponzen, waaronder het genus Latrunculia, waarvan ook de naam is afgeleid. Latrunculine bindt actinemonomeren nabij de nucleotidebindende geul in een 1:1-relatie en verhindert hierdoor polymerisatie. Bij toediening in vivo leidt dit tot verstoring van het cytoskelet van de cel. 